# Rue Claude-Farrère (Paris)
La rue Claude-Farrère est une voie du 16e arrondissement de Paris, en France.

## Situation et accès
Le parc des Princes et le stade Jean Bouin se trouvent de part et d'autre et la rue.

## Origine du nom

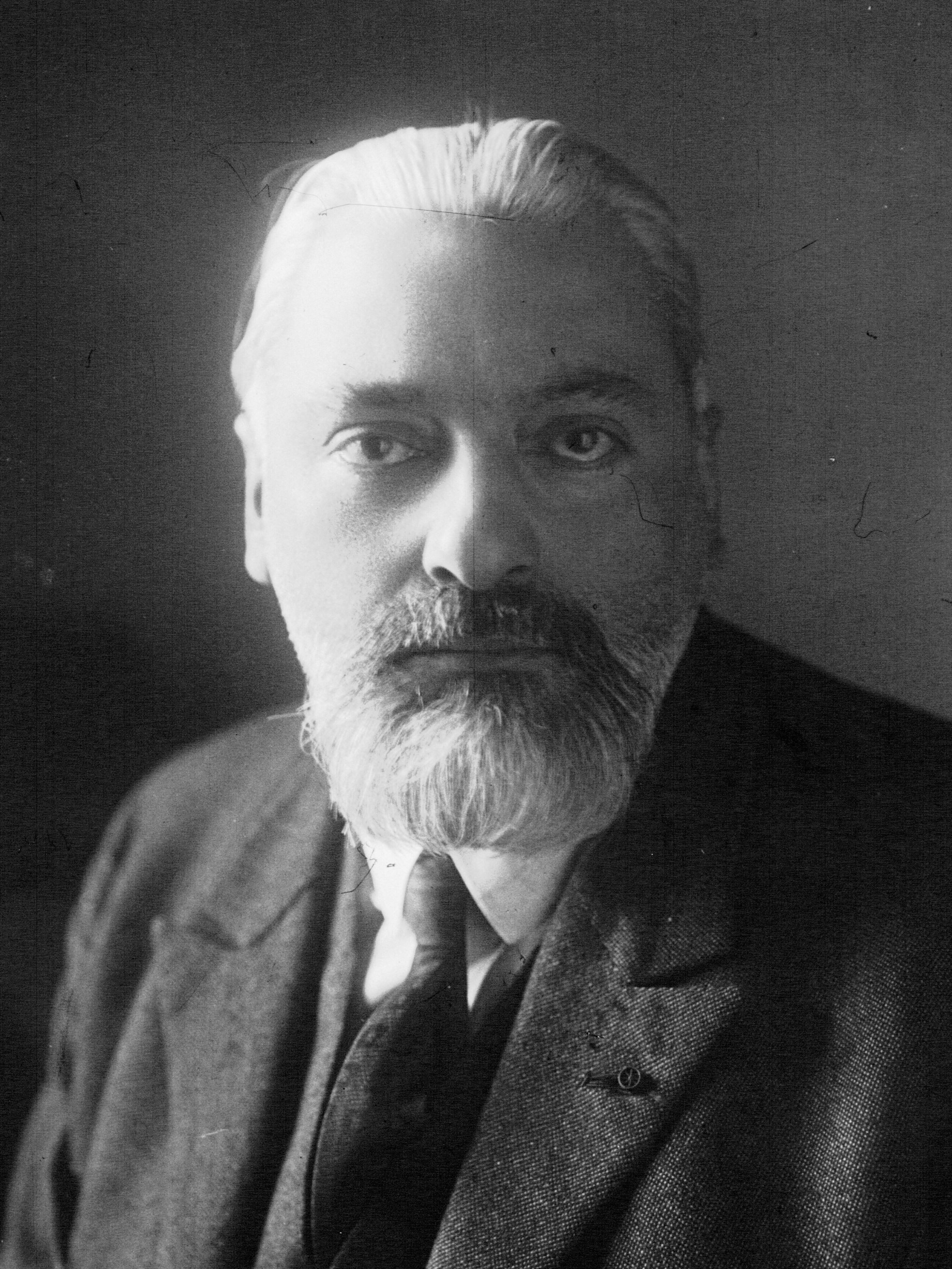
Claude Farrère en 1923.

Elle est nommée en l'honneur du marin et romancier français Frédéric-Charles Bargone dit Claude Farrère (1876-1957).

## Historique
Cette rue est ouverte par la Ville de Paris sur l'emplacement de la rue du Chalet qui était située, avant son annexion à Paris en 1925, sur le territoire de Boulogne-Billancourt sous le nom de « rue du Vélodrome » en raison de son voisinage avec le stade-vélodrome du Parc des Princes, construit en 1897.
La rue prend sa dénomination actuelle le 14 septembre 1970.